# Церква Великомученика Димитрія Солунського (Київ, Жуляни)
Це́рква Великому́ченика Дими́трія Солу́нського — православна церква у селищі Жуляни міста Києва. Після приєднання Жулян до Києва стала найстарішою дерев'яною церквою міста. Конфесійно належить до Української Православної Церкви .  Престольне свято — великомученика Димитрія Солунського (26 жовтня (8 листопада)). Настоятель храму — архієпископ Васильківський Миколай (Почтовий), священики храму — протоієрей Василій Музика, протоієрей Георгій Габорець.

## Історія
У 1715 році в селі Жуляни під Києвом силами монахів Софійського монастиря, якому до 1787 року належало село, було зведено храм-каплицю Димитрія Солунського. До середини XIX століття ця церква застаріла та не могла вже вміщувати усіх парафіян. У 1847 році стару дерев'яну каплицю було розібрано та того ж року за рахунок казни збудовано нову, теж дерев'яну, невелику з цибулястою банею церкву, яка, втім, о 7 годині вечора 21 червня 1859 року згоріла від блискавки.
Сучасна церква зведена у 1862 році. Вона була підпорядкована 3-му благочинному округу Київської губернії. Настоятелем церкви став протоірей Ю. Біляновський, також при церкві було 2 клірики. Парафія володіла 44 десятинами та 350 саженями землі, парафіян нараховувалося 1 082 особи, з яких 841 чоловік та 961 жінка. При церкві були споруджені будинок причту та церковно-парафіяльна школа, де навчалося 10 дітей. Парафія церкви включала Михайлівську Борщагівку та Совки.
1913 року до парафії церкви належало 2988 осіб — 1482 чоловіки та 1506 жінок, парафії підпорядковувалися село Совки із каплицею та хутір Красний Трактир. З 1904 року настоятелем був священик Стефан Пославський (1865 — ?).

### Доба російського більшовизму
1936 постановою комуністичної міськради храм зачинений — нібито у зв'язку із розпадом парафії. Дзвони викрадені, ікони — частково знищені, частково врятовані парафіянами. У церкві комуністи влаштовали колгоспний склад. У серпні 1941 під час битви за Київ у вівтар церкви влучив снаряд, невдовзі, за рішенням німецької влади, службу в церкві було відновлено. В 1943 р. храм знову зачинено. Відновилися богослужіння в 1949 р. і з тих пір храм більше не зачинявся.

## Архітектура
Дерев'яна церква хрестова у плані, однобанна, над притвором облаштована дзвіниця. Форми бані та дзвіниці еклектичні, із впливом псевдоросійського стилю. Церква є зразком традиційного церковного  будівництва.

## Настоятелі
- 1862–1895 роки — протоієрей Юхим Іванович Біляновський
- 1896-1903 роки  – священник Іоанн Василевський
- 1904-? — священник Стефан Пославський
- 19(??) — 1964 роки — протоієрей Григорій Маркевич
- 1976–1986 — протоієрей Феодор Кобиляцький
- 1988–2008 — протоієрей Василь Вакулин
- з 2008 року — преосвященнійший Миколай (Почтовий), архіепископ Васильківський

## Святині храму
У церкві зберігають мощі великомученика Димитрія Солунського, преподобномученика Макарія Каневського, святителя Луки Кримського, преподобного Іллі Муромця, преподобної Олени Флоровської, а також дві мироточиві ікони Пресвятої Трійці та Покрова Божої Матері.

## Світлини

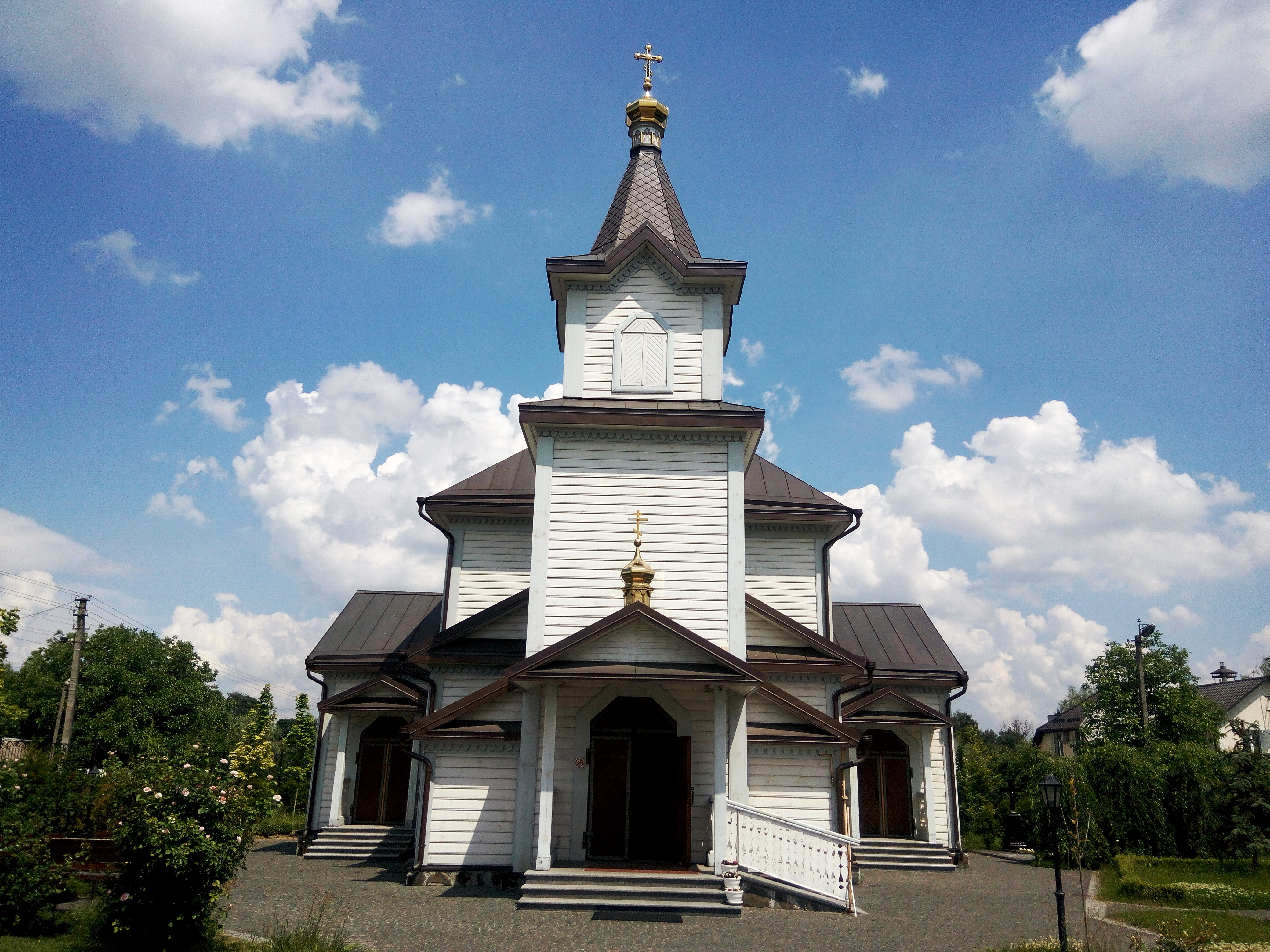
Головний вхід в храм
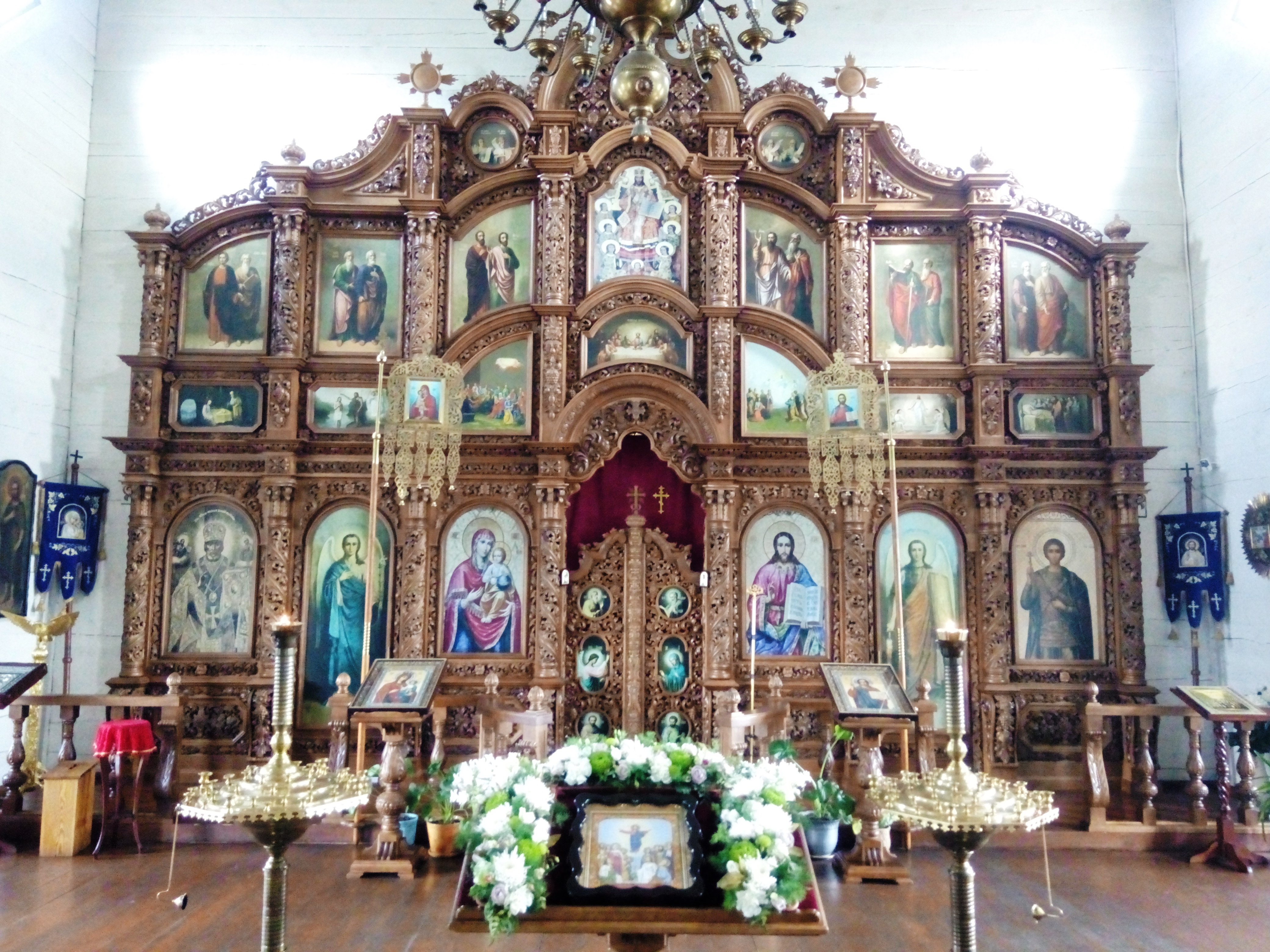
Іконостас
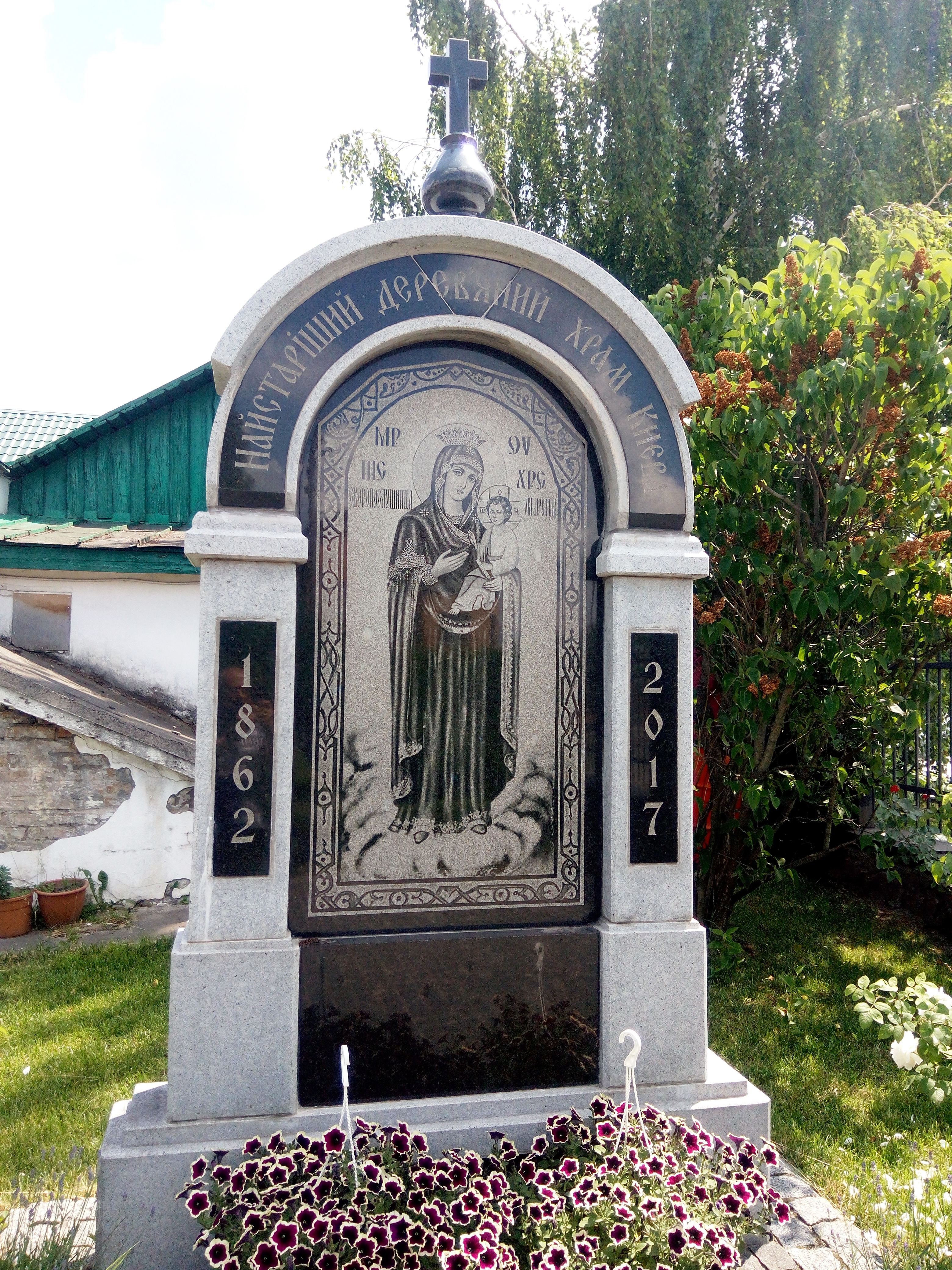
Меморіальна дошка "Найстаріший дерев'яний храм Києва"